# Юно-Мару
Юно-Мару — транспортне судно, яке під час Другої світової війни брало участь у операціях японських збройних сил. 
Судно спорудили як MV Juno в 1912 році на нідерландській верфі Nederlandsche Scheepsbouw Mij у Амстердамі для компанії Nederlandsch–Indische Tankstoomboot Maatschappij, після чого воно протягом кількох десятиліть працювало у на Далекому Сході. 
Є відомості, що в 1941-му судно реквізували для потреб ВМФ Нідерландів, при цьому воно отримало позначення Tan 2. 2 березня 1942-го танкер затопили в Сурабаї (головна база на сході острова Ява), щоб запобігти його потраплянню до рук японців, що 1 вересня висадились на Яві.
Того ж 1942-го «Юно-Мару» підняли та відремонтували, а з листопада 1942-го танкер використовувала як «Юно-Мару» Імперська армія Японії. Наступні роки судно курсувало між Палембангом (центр нафтовидобутку на Суматрі) та Сінгапуром.
30 квітня 1945-го «Юно-Мару» здійснював черговий перехід з Сінгапуру до Палембангу, під час якого затонув у протоці Бергала (відділяє Суматру від острова Сінгкеп) унаслідок підриву на міні, виставленій або американським підводним човном USS Guitarro, або нідерландським підводним човном O-19.